# Bogdan Piszczalnikow
Bogdan Piszczalnikow Богдан Пищальников (ur. 26 sierpnia 1982) – rosyjski lekkoatleta specjalizujący się w rzucie dyskiem.
W 2008 roku zajął 6. miejsce podczas igrzysk olimpijskich w Pekinie. Uczestnik mistrzostw świata oraz mistrzostw Europy. Brązowy medalista młodzieżowych mistrzostw Europy (2003). Wielokrotny reprezentant Rosji oraz medalista mistrzostw kraju. Rekord życiowy: 67,23 (2010).
Brat Darii.

## Osiągnięcia
| Rok  | Impreza                                 | Miejsce   | Lokata            | Wynik |
| ---- | --------------------------------------- | --------- | ----------------- | ----- |
| 2003 | Młodzieżowe mistrzostwa Europy          | Bydgoszcz | 3. miejsce        | 56,88 |
| 2003 | Uniwersjada                             | Taegu     | 11. miejsce       | 53,63 |
| 2004 | Superliga pucharu Europy                | Bydgoszcz | 5. miejsce        | 59,81 |
| 2005 | Zimowy puchar Europy w rzutach          | Mersin    | 8. miejsce        | 57,80 |
| 2005 | Superliga pucharu Europy                | Florencja | 5. miejsce        | 59,68 |
| 2005 | Mistrzostwa świata                      | Helsinki  | eliminacje        | 61,17 |
| 2005 | Uniwersjada                             | Izmir     | eliminacje        | 52,11 |
| 2006 | Superliga pucharu Europy                | Malaga    | 7. miejsce        | 60,59 |
| 2006 | Mistrzostwa Europy                      | Göteborg  | el. – 16. miejsce | 58,77 |
| 2006 | Puchar świata                           | Ateny     | 7. miejsce        | 58,17 |
| 2007 | Mistrzostwa świata                      | Osaka     | el. – 18. miejsce | 61,13 |
| 2008 | Zimowy puchar Europy w rzutach          | Split     | 8. miejsce        | 59,74 |
| 2008 | Igrzyska olimpijskie                    | Pekin     | 6. miejsce        | 65,88 |
| 2009 | Zimowy puchar Europy w rzutach          | Teneryfa  | 8. miejsce        | 60,84 |
| 2009 | Superliga drużynowych mistrzostw Europy | Leiria    | 9. miejsce        | 57,07 |
| 2009 | Mistrzostwa świata                      | Berlin    | 7. miejsce        | 65,02 |
| 2010 | Superliga drużynowych mistrzostw Europy | Bergen    | 3. miejsce        | 63,72 |
| 2010 | Mistrzostwa Europy                      | Barcelona | el. – 16. miejsce | 60,69 |
| 2011 | Zimowy puchar Europy w rzutach          | Sofia     | 5. miejsce        | 60,83 |
| 2012 | Igrzyska olimpijskie                    | Londyn    | el. - 15. miejsce | 63,15 |